# Ceylonoxenia heimi
Ceylonoxenia heimi är en tvåvingeart som först beskrevs av Erich Wasmann 1900.  Ceylonoxenia heimi ingår i släktet Ceylonoxenia och familjen puckelflugor. Inga underarter finns listade i Catalogue of Life.